# S.J. Bolton
Sharon J. Bolton (født 27. maj 1960) er en engelsk forfatter. Hun er født og opvokset i Lancashire som den ældste af tre døtre og bor nu sammen med sin mand, Andrew, i en landsby nær Oxford. 

### Lacey Flint

#### Romaner
- Now You See Me (Rødt Lys Stop, dansk 2015)
- Dead Scared (Dødens Stemmer, dansk 2015)
- Like This, For Ever (2013)
- A Dark and Twisted Tide (2014)

#### Noveller
- If Snow Hadn't Fallen (2012)
- Here Be Dragons (2016)

### Craftsman

#### Romaner
- The Craftsman (Håndværkeren, dansk 2019)
- The Poisoner (2022)

#### Noveller
- Alive (2018)

### Andre romaner
- Sacrifice (Offer, dansk 2015)
- Awakening (Slangehuset, dansk 2015)
- Blood Harvest (Blodhøst, dansk 2012)
- Little Black Lies (2015)
- Daisy in Chains (Daisy i lænker, dansk 2017)
- Dead Woman Walking (Dødsdømt, dansk 2018)
- The Split (2020)
- The Pact (2021)